# Clausens funktion
Inom matematiken är Clausens funktion, introducerad av Thomas Clausen 1832, en speciell funktion. Den kan definieras som en integral, trigonometrisk serie, och med hjälp av andra speciella funktioner. Den är relaterad till polylogaritmen, inversa tangensintegralen, polygammafunktionen, Riemanns zetafunktion och Dirichlets betafunktion.
Clausens funktion av ordning 2 – som ofta kallas för Clausens funktion, fast den är en av Clausens funktioner – definieras som integralen
{\displaystyle \operatorname {Cl} _{2}(\varphi )=-\int _{0}^{\varphi }\log {\Bigg |}2\sin {\frac {x}{2}}{\Bigg |}\,dx:}
I intervallet {\displaystyle 0<\varphi <2\pi \ } får sinus endast positiva värdet, så absoluta värdet kan lämnas bort. Clausens funktion har Fourierserien
{\displaystyle \operatorname {Cl} _{2}(\varphi )=\sum _{k=1}^{\infty }{\frac {\sin k\varphi }{k^{2}}}=\sin \varphi +{\frac {\sin 2\varphi }{2^{2}}}+{\frac {\sin 3\varphi }{3^{2}}}+{\frac {\sin 4\varphi }{4^{2}}}+\,\cdots }

## Allmän definition
Mer allmänt definieras följande två generaliserade Clausens funktioner: 
{\displaystyle \operatorname {S} _{z}(\theta )=\sum _{k=1}^{\infty }{\frac {\sin k\theta }{k^{z}}}}
{\displaystyle \operatorname {C} _{z}(\theta )=\sum _{k=1}^{\infty }{\frac {\cos k\theta }{k^{z}}}}
som gäller för komplexa z med Re z >1. 
Då z ersätts med ett icke-negativt heltal, definieras Clausens funktioner av standardtyp som serierna 
{\displaystyle \operatorname {Cl} _{2m+2}(\theta )=\sum _{k=1}^{\infty }{\frac {\sin k\theta }{k^{2m+2}}}}
{\displaystyle \operatorname {Cl} _{2m+1}(\theta )=\sum _{k=1}^{\infty }{\frac {\cos k\theta }{k^{2m+1}}}}
{\displaystyle \operatorname {Sl} _{2m+2}(\theta )=\sum _{k=1}^{\infty }{\frac {\cos k\theta }{k^{2m+2}}}}
{\displaystyle \operatorname {Sl} _{2m+1}(\theta )=\sum _{k=1}^{\infty }{\frac {\sin k\theta }{k^{2m+1}}}.}

## Derivator
{\displaystyle {\frac {d}{d\theta }}\operatorname {Cl} _{2m+2}(\theta )={\frac {d}{d\theta }}\sum _{k=1}^{\infty }{\frac {\sin k\theta }{k^{2m+2}}}=\sum _{k=1}^{\infty }{\frac {\cos k\theta }{k^{2m+1}}}=\operatorname {Cl} _{2m+1}(\theta )}
{\displaystyle {\frac {d}{d\theta }}\operatorname {Cl} _{2m+1}(\theta )={\frac {d}{d\theta }}\sum _{k=1}^{\infty }{\frac {\cos k\theta }{k^{2m+1}}}=-\sum _{k=1}^{\infty }{\frac {\sin k\theta }{k^{2m}}}=-\operatorname {Cl} _{2m}(\theta )}
{\displaystyle {\frac {d}{d\theta }}\operatorname {Sl} _{2m+2}(\theta )={\frac {d}{d\theta }}\sum _{k=1}^{\infty }{\frac {\cos k\theta }{k^{2m+2}}}=-\sum _{k=1}^{\infty }{\frac {\sin k\theta }{k^{2m+1}}}=-\operatorname {Sl} _{2m+1}(\theta )}
{\displaystyle {\frac {d}{d\theta }}\operatorname {Sl} _{2m+1}(\theta )={\frac {d}{d\theta }}\sum _{k=1}^{\infty }{\frac {\sin k\theta }{k^{2m+1}}}=\sum _{k=1}^{\infty }{\frac {\cos k\theta }{k^{2m}}}=\operatorname {Sl} _{2m}(\theta )}

## Integraler
{\displaystyle \int _{0}^{\theta }\operatorname {Cl} _{2m}(x)\,dx=\zeta (2m+1)-\operatorname {Cl} _{2m+1}(\theta )}
{\displaystyle \int _{0}^{\theta }\operatorname {Cl} _{2m+1}(x)\,dx=\operatorname {Cl} _{2m+2}(\theta )}
{\displaystyle \int _{0}^{\theta }\operatorname {Sl} _{2m}(x)\,dx=\operatorname {Sl} _{2m+1}(\theta )}
{\displaystyle \int _{0}^{\theta }\operatorname {Sl} _{2m+1}(x)\,dx=\zeta (2m+2)-\operatorname {Cl} _{2m+2}(\theta )}

## Relation till inversa tangensintegralen
Inversa tangensintegralen definieras i intervallet {\displaystyle 0<z<1} som
{\displaystyle \operatorname {Ti} _{2}(z)=\int _{0}^{z}{\frac {\tan ^{-1}x}{x}}\,dx=\sum _{k=0}^{\infty }(-1)^{k}{\frac {z^{2k+1}}{(2k+1)^{2}}}.}
Den kan skrivas i sluten form med hjälp av Clausens funktion:
{\displaystyle \operatorname {Ti} _{2}(\tan \theta )=\theta \log(\tan \theta )+{\frac {1}{2}}\operatorname {Cl} _{2}(2\theta )+{\frac {1}{2}}\operatorname {Cl} _{2}(\pi -2\theta ).}

## Relation till Barnes G-funktion
För reella {\displaystyle 0<z<1} kan Clausens funktion av andra ordningen skrivas med hjälp av Barnes G-funktion och gammafunktionen: 
{\displaystyle \operatorname {Cl} _{2}(2\pi z)=2\pi \log \left({\frac {G(1-z)}{G(1+z)}}\right)-2\pi \log \left({\frac {\sin \pi z}{\pi }}\right).}

## Andra oändliga serier
En snabbare konvergerande serie för Clausens funktion är
{\displaystyle {\frac {\operatorname {Cl} _{2}(\theta )}{\theta }}=1-\log |\theta |+\sum _{n=1}^{\infty }{\frac {\zeta (2n)}{n(2n+1)}}\left({\frac {\theta }{2\pi }}\right)^{2n}}
som gäller för {\displaystyle |\theta |<2\pi }, där {\displaystyle \zeta (s)} är Riemanns zetafunktion. En annan snabbt konvergerande serie är
{\displaystyle {\frac {\operatorname {Cl} _{2}(\theta )}{\theta }}=3-\log \left[|\theta |\left(1-{\frac {\theta ^{2}}{4\pi ^{2}}}\right)\right]-{\frac {2\pi }{\theta }}\log \left({\frac {2\pi +\theta }{2\pi -\theta }}\right)+\sum _{n=1}^{\infty }{\frac {\zeta (2n)-1}{n(2n+1)}}\left({\frac {\theta }{2\pi }}\right)^{n}.}

## Speciella värden
{\displaystyle \operatorname {Cl} _{2}\left({\frac {\pi }{2}}\right)=G}
{\displaystyle \operatorname {Cl} _{2}\left({\frac {\pi }{3}}\right)=3\pi \log \left({\frac {G\left({\frac {2}{3}}\right)}{G\left({\frac {1}{3}}\right)}}\right)-3\pi \log \Gamma \left({\frac {1}{3}}\right)+\pi \log \left({\frac {2\pi }{\sqrt {3}}}\right)}
{\displaystyle \operatorname {Cl} _{2}\left({\frac {2\pi }{3}}\right)=2\pi \log \left({\frac {G\left({\frac {2}{3}}\right)}{G\left({\frac {1}{3}}\right)}}\right)-2\pi \log \Gamma \left({\frac {1}{3}}\right)+{\frac {2\pi }{3}}\log \left({\frac {2\pi }{\sqrt {3}}}\right)}
{\displaystyle \operatorname {Cl} _{2}\left({\frac {\pi }{4}}\right)=2\pi \log \left({\frac {G\left({\frac {7}{8}}\right)}{G\left({\frac {1}{8}}\right)}}\right)-2\pi \log \Gamma \left({\frac {1}{8}}\right)+{\frac {\pi }{4}}\log \left({\frac {2\pi }{\sqrt {2-{\sqrt {2}}}}}\right)}
{\displaystyle \operatorname {Cl} _{2}\left({\frac {3\pi }{4}}\right)=2\pi \log \left({\frac {G\left({\frac {5}{8}}\right)}{G\left({\frac {3}{8}}\right)}}\right)-2\pi \log \Gamma \left({\frac {3}{8}}\right)+{\frac {3\pi }{4}}\log \left({\frac {2\pi }{\sqrt {2+{\sqrt {2}}}}}\right)}
{\displaystyle \operatorname {Cl} _{2}\left({\frac {\pi }{6}}\right)=2\pi \log \left({\frac {G\left({\frac {11}{12}}\right)}{G\left({\frac {1}{12}}\right)}}\right)-2\pi \log \Gamma \left({\frac {1}{12}}\right)+{\frac {\pi }{6}}\log \left({\frac {2\pi {\sqrt {2}}}{{\sqrt {3}}-1}}\right)}
{\displaystyle \operatorname {Cl} _{2}\left({\frac {5\pi }{6}}\right)=2\pi \log \left({\frac {G\left({\frac {7}{12}}\right)}{G\left({\frac {5}{12}}\right)}}\right)-2\pi \log \Gamma \left({\frac {5}{12}}\right)+{\frac {5\pi }{6}}\log \left({\frac {2\pi {\sqrt {2}}}{{\sqrt {3}}+1}}\right)}

## Speciella värden av högre ordningens funktioner
Några speciella värden av Clausens funktioner av högre ordning är
{\displaystyle \operatorname {Cl} _{2m}\left(0\right)=\operatorname {Cl} _{2m}\left(\pi \right)=\operatorname {Cl} _{2m}\left(2\pi \right)=0}
{\displaystyle \operatorname {Cl} _{2m}\left({\frac {\pi }{2}}\right)=\beta (2m)}
{\displaystyle \operatorname {Cl} _{2m+1}\left(0\right)=\operatorname {Cl} _{2m+1}\left(2\pi \right)=\zeta (2m+1)}
{\displaystyle \operatorname {Cl} _{2m+1}\left(\pi \right)=-\eta (2m+1)=-\left({\frac {2^{2m}-1}{2^{2m}}}\right)\zeta (2m+1)}
{\displaystyle \operatorname {Cl} _{2m+1}\left({\frac {\pi }{2}}\right)=-{\frac {1}{2^{2m+1}}}\eta (2m+1)=-\left({\frac {2^{2m}-1}{2^{4m+1}}}\right)\zeta (2m+1)}
där {\displaystyle G=\beta (2)} är Catalans konstant, {\displaystyle \beta (x)} är Dirichlets betafunktion, {\displaystyle \eta (x)} är Dirichlets etafunktion och {\displaystyle \zeta (x)} är Riemanns zetafunktion.